# Amblyolpium anatolicum
Amblyolpium anatolicum är en spindeldjursart som beskrevs av Beier 1967. Amblyolpium anatolicum ingår i släktet Amblyolpium och familjen Garypinidae. Inga underarter finns listade i Catalogue of Life.